# 烏爾巴諾七世
烏爾巴諾七世（拉丁語：Urbanus PP. VII；1521年8月4日—1590年9月27日）原名若翰·卡斯塔尼亞（Giambattista Castagna），1590年9月15日至1590年9月27日擔任教宗。他是天主教歷史上祝聖後在位時最短的教宗，也是歷任在位時間第二短的教宗，在位僅僅十三日，因瘧疾而逝世，僅次於在位僅三日的當選教宗斯德望（未祝聖）。他未任教宗時曾在義大利北部城市波隆那市政府工作，又擔任過羅薩諾市主教，接著成為聖座駐西班牙大使多年。他當選為教宗多半是西班牙勢力背後支持。

## 譯名列表
- 烏爾巴諾七世：天主教香港教區禮儀委員會：禧年專頁 （页面存档备份，存于）作烏爾巴諾。
- 烏爾班七世：《大英簡明百科知識庫》2005年版[永久]作烏爾班。
- 伍朋七世：香港天主教教區檔案　歷任教宗作伍朋。
- 乌尔班、乌尔万、于尔邦、厄本：《世界人名翻譯大辭典》1993年版作乌尔班、乌尔万、于尔邦、厄本。